# Élie Alfandari
Pour les articles homonymes, voir Alfandari.
Élie Alfandari, né le 11 décembre 1927 à Istanbul et mort le 5 novembre 2020 à Orléans est un juriste et universitaire français. Il est doyen de la faculté de droit, d'économie et de gestion d’Orléans.

## Biographie
Élie Alfandari, obtient une licence en droit puis un diplôme d’études supérieures de droit privé, droit public et histoire du droit obtenu en 1951 à  l’Université de Poitiers. Après le service militaire il est inspecteur des affaires sociales. En 1958 il soutient une thèse  sur Le droit aux aliments en droit privé et en droit public.  Tout d'abord chargé de cours à la faculté de droit de Poitiers il est détaché à l’université de Phnom-Penh en 1960 et 1961, après avoir été reçu au concours d’agrégation de droit privé en 1959. Parallèlement il marque le droit social en créant en 1958 la Revue de l’aide sociale, devenue, en 1965, la Revue de droit sanitaire et social.
En 1967, le maire d’Orléans Roger Secrétain et le  recteur Gérald Antoine lui demandent de diriger le nouveau Collège universitaire de droit et de sciences économiques de la faculté de droit de Poitiers. Il est doyen de la faculté de droit et de sciences économiques de 1967 à 1969, puis doyen honoraire. Il fonde l’Institut de droit économique et des affaires.
En 1982 il rejoint l’université Paris-Dauphine, où il fonde et dirige, en 1983, l’Institut de Droit économique, fiscal et social. Il passe du droit social au droit des affaires et publie en 1993 un traité dont Joël Monéger écrit  "C'est, à notre connaissance, le seul livre de droit des affaires à considérer de manière aussi affirmée, comme directement utile à la formation des étudiants, à la culture des lecteurs, tout aussi bien la connaissance des règles majeures du droit monétaire ou de la détermination du prix, que celle du droit des entreprises en difficultés ou du droit de la consommation. De ce seul point de vue, l'ouvrage répond bien au propos de son auteur qui écrit qu'il « est d'abord un "fruit", mais (qu ')il se veut aussi une "graine " »

## Publications
- Action et aide sociales, Paris, 1987,  Dalloz, 689 p.
- Les associations et fondations en Europe : régime juridique et fiscal (dir.)  Paris, 1990,  : les Éd. Juris service, Les Guides pratiques de Juris associations.
- Immigration et protection sociale (dir.), Paris, 1990, Sirey
- Associations, (dir.)  [coordination  Philippe-Henri Dutheil], Paris, 2000,  Dalloz, 1366 p.[6]
- Droit des affaires, Paris, Litec, 1993, 474 pages